# EBSCO Information Services
EBSCO Information Services (EIS) ist ein führender US-amerikanischer Anbieter von Informationsquellen und Managementlösungen für gedruckte und elektronische Zeitschriften, Periodika sowie E-Books. Das Unternehmen entwickelt und produziert Volltext- und Referenzdatenbanken. EBSCO ist Anbieter des EBSCO Discovery Service, der jeder Einrichtung Zugang zu den Inhalten der gesamten Bibliothekskollektion über eine einzige integrierte Rechercheoberfläche bietet.
EBSCO bietet seinen Service für Bibliotheken, Forschungseinrichtungen und Unternehmen weltweit an. In Deutschland ist das Unternehmen aktiv seit Anfang der 1970er Jahre – zunächst von den USA, dann von den Niederlanden aus. Das geschah zu einer Zeit als der Zeitschriftenmarkt sich stark zu verändern begann. Heute unterhält es Geschäftsbeziehungen zu 95.000 Verlagen und betreibt 30 Niederlassungen in 23 Ländern, in Europa in Aalsmeer, Ankara, Augsburg, Berlin, London, Madrid, Paris, Prag, Turin, Warschau und Wien. Die fortlaufend aktualisierte Titeldatenbank umfasst 360.000 Einträge (Stand April 2014). Die Konsolidierungszentren des Unternehmens liegen in Birmingham (USA), Aalsmeer (NL), und für deutsche Titel in Berlin.
EBSCO Information Services (EBSCO) ist ein Unternehmensbereich von EBSCO Industries Ltd. und wird seit 1. Juli 2013 unter der Leitung von Tim Collins geführt. EBSCO (kurz für Elton B. Stephens Company) ist ein Familienunternehmen in der 2. Generation, das u. a. auch Metallstreben, Dachbleche und Angelhaken herstellt sowie im Immobilienbereich tätig ist.
Seit 2016 beteiligt sich EBSCO über die Open Library Foundation an der Entwicklung des Open-Source-Bibliothekssystems Folio.

## EBSCO Deutschland
Das Regional Office für Deutschland in Berlin firmiert unter dem Namen EBSCO Information Services GmbH und beschäftigt 60 Mitarbeiter. Es unterhält eine Verkaufsniederlassung in Augsburg und Außendienstrepräsentanten in Hamburg, Nürnberg und München, sowie international in Wien, Prag, Poznań, Warschau, Zagreb und Ljubljana. General Manager ist Cary Bruce.